# Carlo Saraudi
Carlo Saraudi, noto anche con lo pseudonimo di Jack Moresco (Civitavecchia, 4 febbraio 1899 – Civitavecchia, 22 novembre 1973), è stato un pugile e allenatore di pugilato italiano, olimpionico a Parigi 1924.

## Biografia

### Carriera da dilettante
È stato campione italiano dilettanti nella categoria dei pesi mediomassimi nel 1923 ad Ancona e nel 1924 a Firenze. Ha poi rappresentato l'Italia alle Olimpiadi di Parigi 1924. Ha battuto al primo turno il danese Carl Linberg e nei quarti di finale il britannico John Courtis, in entrambi i casi ai punti. In semifinale incontra l'altro britannico Harry Mitchell e subisce un inaspettato verdetto sfavorevole. Per protesta contro le decisioni arbitrali la Federazione Pugilistica Italiana ritira immediatamente i suoi atleti. Per tale motivo Saraudi non può combattere la finale per la medaglia di bronzo e deve accontentarsi del quarto posto
.

### Carriera da professionista
Passa professionista nel 1925. Dopo sette match combattuti tra Civitavecchia e Roma, ancora imbattuto cerca fortuna in America. Adotta lo pseudonimo di Jack Moresco e combatte 15 match, con 9 vittorie, 4 pari e due sconfitte.
Saraudi torna in Italia nel 1928. Fa da sparring partner al suo concittadino Vittorio Tamagnini che vincerà la medaglia d'oro nei gallo alle Olimpiadi di Amsterdam 1928. Risale sul ring e infila una striscia di sei match vinti consecutivi. Il 10 febbraio 1931, a Torino, affronta Preciso Merlo per l’attribuzione del titolo nazionale vacante dei mediomassimi. Pur favorito, avendo già battuto Merlo in precedenza, è costretto a cedere ai punti. 
Si ritira nel 1932 dopo aver combattuto complessivamente trenta incontri da professionista, vincendone venti, perdendone tre e pareggiandone sette. 

### Dopo il ritiro
In seguito Saraudi ha intrapreso la carriera di allenatore nella Pugilistica civitavecchiese. Tra i pugili da lui allenati vi sono i figli Giulio e Vittorio, entrambi tra i più forti mediomassimi italiani degli anni sessanta. Il primo ha avuto una brillante carriera dilettantistica, conquistando più volte il titolo italiano, l'europeo e la medaglia di bronzo a Roma 1960. Il secondo è stato campione d'Italia tra i professionisti e sfidante al titolo europeo.
Alla morte, Civitavecchia ha intitolato a Carlo Saraudi il suo campo sportivo, ora Parco Saraudi. Nel 2015 la palestra della Pugilistica civitavecchiese di Via Borghese gli è stata ufficialmente dedicata con una cerimonia presenziata dal Vice Sindaco.